# Liste der denkmalgeschützten Objekte in Schwarzach (Vorarlberg)
Die Liste der denkmalgeschützten Objekte in Schwarzach enthält die denkmalgeschützten, unbeweglichen Objekte der Gemeinde Schwarzach im Bezirk Bregenz in Vorarlberg.

## Denkmäler
| Foto |                 | Denkmal                                                                                             | Standort                                            | Beschreibung | Metadaten |
| ---- | --------------- | --------------------------------------------------------------------------------------------------- | --------------------------------------------------- | --- | --- |
| ja   | Datei hochladen | Kath. Pfarrkirche hl. Sebastian HERIS-ID: 21998 Objekt-ID: 18324                                    | Hofsteigstraße 66 Standort KG: Schwarzach           | Die Pfarrkirche von Schwarzach, nach Plänen von Baumeister Josef Kröner aus Feldkirch 1901 begonnen und 1905 geweiht, ist ein neugotischer Bau mit eingezogenem Chor, steilem Satteldach und dominierenden Spitzbogenfenstern. Nördlich an Langhaus und Chor ist ein 64 Meter hoher Turm mit Spitzgiebelhelm angebaut, der dritthöchste Kirchturm Vorarlbergs.                        | BDA-Hist.: Q28935664 Status: § 2a Stand der BDA-Liste: 2025-06-30 Name: Kath. Pfarrkirche hl. Sebastian GstNr.: .67 Pfarrkirche Hl. Sebastian (Schwarzach)                              |
| ja   | Datei hochladen | Friedhof christlich HERIS-ID: 21999 Objekt-ID: 18325                                                | Hofsteigstraße 69 Standort KG: Schwarzach           | Der Friedhof östlich der Pfarrkirche ist an seiner Ost- und Südseite von Bogenarkaden begrenzt. | BDA-Hist.: Q37866493 Status: § 2a Stand der BDA-Liste: 2025-06-30 Name: Friedhof christlich GstNr.: 153 Friedhof Schwarzach (Vorarlberg)                                                |
| ja   | Datei hochladen | Lourdeskapelle HERIS-ID: 24799 Objekt-ID: 21207                                                     | gegenüber Kapellenstraße 16 Standort KG: Schwarzach | Die neugotische Lourdeskapelle, ein eingeschoßiger Rechteckbau nach Plänen von Georg Baumeister, mit Satteldach, Spitzbogenfenstern und flachem Glockendachreiter, wurde in Erfüllung eines Gelübdes des Gemeindevorstehers Gebhard Schwärzler von dessen Schwiegersohn Johann Kohler errichtet und 1897 eingeweiht. Sie verfügt unter anderem über Glasfenster von Hubert Berchtold. | BDA-Hist.: Q29838604 Status: § 2a Stand der BDA-Liste: 2025-06-30 Name: Lourdeskapelle GstNr.: .162 Lourdeskapelle, Kapellenstraße in Schwarzach                                        |
| ja   | Datei hochladen | Heimatmuseum, Bauernhof (Anlage), Heimathaus oder Hermann-Dür-Haus HERIS-ID: 24802 Objekt-ID: 21210 | Linzenberg 129 Standort KG: Schwarzach              | Das Rheintalhaus aus der Mitte des 19. Jahrhunderts wurde 1982 von Hermann Dür der Gemeinde Schwarzach vermacht. Es beherbergt unter anderem ein Heimatmuseum mit einer umfangreichen Dokumentation der Schwarzacher Wetzsteinerzeugung sowie eine Sammlung historischer bäuerlicher Arbeitsgeräte.                                                                                   | BDA-Hist.: Q24994090 Status: § 2a Stand der BDA-Liste: 2025-06-30 Name: Heimatmuseum, Bauernhof (Anlage), Heimathaus oder Hermann-Dür-Haus GstNr.: .79 Hermann-Dür-Haus, Linzenberg 129 |